# DeMar DeRozan
DeMar Darnell DeRozan (* 7. August 1989 in Compton, Kalifornien) ist ein US-amerikanischer Basketballspieler, der seit 2024 bei den Sacramento Kings in der National Basketball Association (NBA) unter Vertrag steht. Zuvor war er zwei Jahre für die San Antonio Spurs, neun Jahre für die Toronto Raptors und drei Jahre für die Chicago Bulls aktiv. Heute ist er unter anderem 6× NBA All-Star. Mit Stand 2022 ist DeRozan der Spieler mit den meisten erzielten Punkten in der Geschichte der Raptors.

## Karriere

### High-School
DeRozan besuchte die Compton High School und spielte vier Jahre in der Schulmannschaft. Er erzielte als Freshman durchschnittlich 26,1 Punkte und 8,4 Rebounds pro Spiel. In seinem zweiten Jahr als Sophomore konnte er seine Leistungen aus dem ersten Jahr nicht wiederholen, erzielte aber immer noch 22,6 Punkte und 8,4 Rebounds je Begegnung. Im folgenden Jahr, seinem Junior-Jahr, erzielte er neben 22,3 Punkten und 7,8 Rebounds auch noch respektable 3,0 Assists und 3,2 Steals pro Spiel.
In seinem Senior-Jahr an der High-School erzielte er 29,2 Punkte und 7,9 Rebounds und führte seine Mannschaft zu einer Bilanz von 26 Siegen und sechs Niederlagen. Zusätzlich gewann er auch zum zweiten Mal in Folge die Meisterschaft der regionalen High-School-Liga. Aufgrund seiner individuellen Leistungen und seinem positiven Einfluss auf seine Mannschaft wurde er 2008 auch noch zum Most Valuable Player (Wertvollsten Spieler) seiner High-School-Liga gewählt.
Nach seinem letzten High-School-Jahr wurde er als eines der besten Basketballtalente seines Jahrganges gehandelt.

### College
Im November 2007 gab er der University of Southern California (USC) in Los Angeles seine Zusage und lehnte somit Angebote der renommierten University of North Carolina und der Arizona State University ab.
DeRozan spielte ein Jahr für die USC Trojans. Er war drittbester Scorer (13,9 Punkte), zweitbester Rebounder (5,9 Rebounds), und drittbester Assistgeber (1,5 Assists) seiner Mannschaft. Außerdem hatte er mit 52,3 % die achtbeste Trefferquote seiner Conference.

### NBA

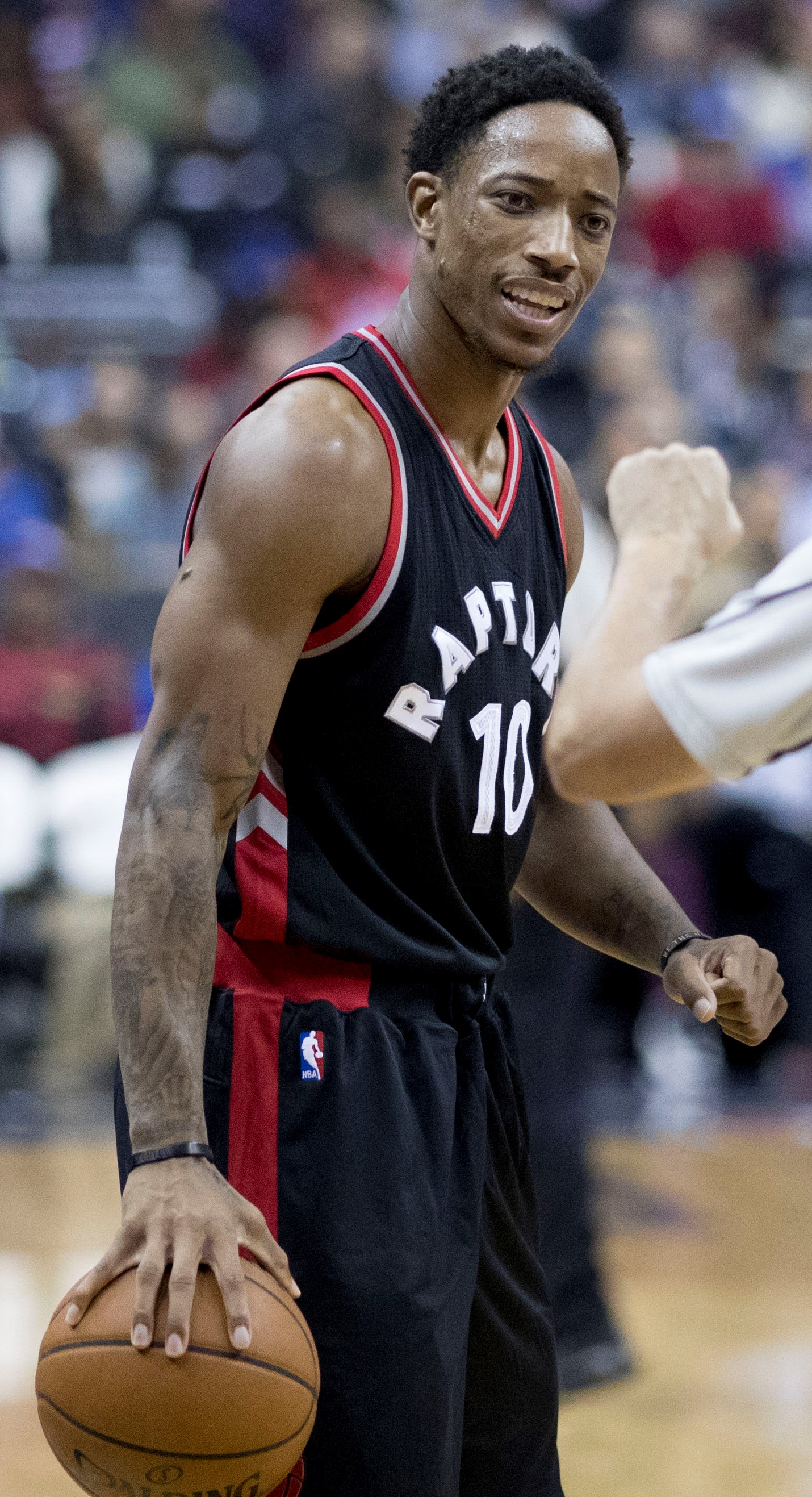
DeRozan bei den Raptors (2016)

Am 8. April 2008 gab er bekannt, dass er sich für den NBA-Draft 2009 anmelden würde. Er entschied sich somit gegen eine Rückkehr in seine Universitätsmannschaft. Im Juni 2009 wurde er als neunter Spieler des Draftverfahrens von den Toronto Raptors ausgewählt.
2010 schaffte es DeRozan zwar nicht in das Rookie-Team beim NBA All-Star Game 2010 in Dallas, sicherte sich jedoch einen Platz im einen Tag darauf folgenden Slam Dunk Contest. Diesen verlor er jedoch genau so wie Gerald Wallace und Shannon Brown gegen Nate Robinson. DeRozan wurde bei diesem Wettbewerb jedoch Zweiter. 2011 nahm er erneut beim Slam Dunk Contest als Ersatz für den verletzten Brandon Jennings teil. Er belegte den dritten Platz hinter Blake Griffin und JaVale McGee, jedoch fanden ihn laut einer Umfrage auf „NBA.com“ 36 % der Fans, und somit die meisten, am besten.
Im Jahr 2014 wurde DeRozan erstmals in das NBA All-Star Game berufen. Die Saison schloss DeRozan in allen Kategorien verbessert ab, darunter Punkte (22,7), Rebounds (4,3) und Assists (4,0) pro Spiel. Mit den Raptors belegte er am Ende den dritten Platz in der Eastern Conference. In den Playoffs schied man jedoch in der ersten Runde gegen die Brooklyn Nets aus. 
Nach einem weiteren erfolgreichen Jahr bei den Raptors erhielt DeRozan in der Saison 2015/16 seine zweite NBA-All-Star-Nominierung. In der Saison 2016/17 wurde er zum dritten Mal zum NBA-All-Star-Game eingeladen. DeRozan erzielte zudem mit 27,3 Punkte pro Spiel einen neuen Karrierebestwert und belegte damit den vierten Platz in der NBA-Korbjägerliste in dieser Saison.
Am 18. Juli 2018 wechselte er zusammen mit Jakob Pöltl im Tausch für Kawhi Leonard und Danny Green zu den San Antonio Spurs. Er verließ Toronto unter anderem als bester Punktesammler und Spieler mit den meisten Einsätzen in der Mannschaftsgeschichte. In seinen drei Jahren in Texas erreichte DeRozan jeweils einen Punkteschnitt von mehr als 20 je Begegnung, sein Höchstwert in San Antonio waren 22,1 pro Partie (Saison 2019/20). Mit 6,9 Korbvorlagen je Begegnung erreichte er 2020/21 seinen neuen Bestwert seit seinem Wechsel in die NBA. Er bestritt 206 Spiele für die Texaner und stand bei jedem in der Anfangsaufstellung.
Am 3. August 2021 wurde er in einem Tauschgeschäft, an dem drei Mannschaften beteiligt waren, zu den Chicago Bulls transferiert, bei welchen er einen Dreijahresvertrag (Gesamtgehalt: 85 Millionen US-Dollar) unterschrieb.

### Nationalmannschaft
DeRozan war Mitglied der US-amerikanischen Nationalmannschaft, die bei der Basketball-Weltmeisterschaft 2014 in Spanien Gold gewann. Auch bei den Olympischen Spielen in Rio de Janeiro gewann er mit der US-Auswahl die Goldmedaille.

## Erfolge und Auszeichnungen
- 6× NBA All-Star: 2014, 2016–2018, 2022, 2023
- All-NBA Second Team: 2018, 2022
- 2× All-NBA Third Team: 2017
- Basketballweltmeister in Spanien 2014
- Olympiasieger in Rio 2016
- Eastern Conference Player of the month: Februar 2022

## Statistiken

### NBA

#### Reguläre Saison
| Saison   | Team        | GP   | GS   | MPG  | FG % | 3P % | FT % | RPG | APG | SPG | BPG | PPG  |
| -------- | ----------- | ---- | ---- | ---- | ---- | ---- | ---- | --- | --- | --- | --- | ---- |
| 2009–10  | Toronto     | 77   | 65   | 21.6 | .498 | .250 | .763 | 2.9 | 0.7 | 0.6 | 0.2 | 8.6  |
| 2010–11  | Toronto     | 82   | 82   | 34.8 | .467 | .096 | .813 | 3.8 | 1.8 | 1.0 | 0.4 | 17.2 |
| 2011–12  | Toronto     | 63   | 63   | 35.0 | .422 | .261 | .810 | 3.3 | 2.0 | 0.8 | 0.3 | 16.7 |
| 2012–13  | Toronto     | 82   | 82   | 36.7 | .445 | .283 | .831 | 3.9 | 2.5 | 0.9 | 0.3 | 18.1 |
| 2013–14  | Toronto     | 79   | 79   | 38.2 | .429 | .305 | .824 | 4.3 | 4.0 | 1.1 | 0.4 | 22.7 |
| 2014–15  | Toronto     | 60   | 60   | 35.0 | .413 | .284 | .832 | 4.6 | 3.6 | 1.2 | 0.2 | 20.1 |
| 2015–16  | Toronto     | 78   | 78   | 35.9 | .446 | .338 | .850 | 4.5 | 4.0 | 1.0 | 0.3 | 23.5 |
| 2016–17  | Toronto     | 74   | 74   | 35.4 | .467 | .266 | .842 | 5.2 | 3.9 | 1.1 | 0.2 | 27.3 |
| 2017–18  | Toronto     | 80   | 80   | 33.9 | .456 | .310 | .825 | 3.9 | 5.2 | 1.1 | 0.3 | 23.0 |
| 2018–19  | San Antonio | 77   | 77   | 34.9 | .481 | .156 | .830 | 6.0 | 6.2 | 1.1 | 0.5 | 21.2 |
| 2019–20  | San Antonio | 68   | 68   | 34.1 | .531 | .257 | .845 | 5.5 | 5.6 | 1.0 | 0.3 | 22.1 |
| 2020–21  | San Antonio | 61   | 61   | 33.7 | .495 | .257 | .880 | 4.2 | 6.9 | 0.9 | 0.2 | 21.6 |
| 2021–22  | Chicago     | 76   | 76   | 36.1 | .504 | .352 | .877 | 5.2 | 4.9 | 0.9 | 0.3 | 27.9 |
| 2022–23  | Chicago     | 74   | 74   | 36.2 | .504 | .324 | .872 | 4.6 | 5.1 | 1.1 | 0.5 | 24.5 |
| 2023–24  | Chicago     | 79   | 79   | 37.8 | .48  | .333 | .853 | 4.3 | 5.3 | 1.1 | 0.6 | 24.0 |
| Gesamt   | Gesamt      | 1110 | 1098 | 34.6 | .469 | .296 | .841 | 4.4 | 4.1 | 1.0 | 0.3 | 21.2 |
| All-Star | All-Star    | 6    | 3    | 21.2 | .563 | .125 | .800 | 4.2 | 3.7 | 0.8 | 0.0 | 13.5 |

#### Play-offs
| Saison  | Team        | GP | GS | MPG  | FG % | 3P % | FT % | RPG | APG | SPG | BPG | PPG  |
| ------- | ----------- | -- | -- | ---- | ---- | ---- | ---- | --- | --- | --- | --- | ---- |
| 2013–14 | Toronto     | 7  | 7  | 40.3 | .385 | .333 | .899 | 4.1 | 3.6 | 1.1 | 0.3 | 23.9 |
| 2014–15 | Toronto     | 4  | 4  | 39.8 | .400 | .375 | .824 | 6.3 | 5.8 | 1.5 | 0.0 | 20.3 |
| 2015–16 | Toronto     | 20 | 20 | 37.3 | .394 | .154 | .813 | 4.2 | 2.7 | 1.1 | 0.2 | 20.9 |
| 2016–17 | Toronto     | 10 | 10 | 37.3 | .434 | .067 | .888 | 4.9 | 3.4 | 1.4 | 0.0 | 22.4 |
| 2017–18 | Toronto     | 10 | 10 | 35.4 | .437 | .286 | .811 | 3.6 | 4.0 | 0.5 | 0.6 | 22.7 |
| 2018–19 | San Antonio | 7  | 7  | 35.9 | .487 | .000 | .864 | 6.7 | 4.6 | 1.1 | 0.1 | 22.0 |
| 2021–22 | Chicago     | 5  | 5  | 40.6 | .411 | .000 | .867 | 5.4 | 4.8 | 1.8 | 0.4 | 20.8 |
| Gesamt  | Gesamt      | 63 | 63 | 37.6 | .418 | .214 | .852 | 4.7 | 3.7 | 1.1 | 0.2 | 21.8 |

## Sonstiges
Anfang Mai 2024 wurde DeRozan in Kendrick Lamars Drake-Diss Not Like Us mit den Worten „I’m glad DeRoz came home, y’all didn’t deserve him neither“ erwähnt, womit der Rapper auf die Heimkehr des Basketballers aus Toronto (Drakes Heimatstadt) zu den Sacramento Kings nach Kalifornien anspielte. DeRozan, der wie Lamar aus Compton stammt, revanchierte sich mit einem Cameo im zwei Monate später veröffentlichten Musikvideo.